# Comté de Dubuque
Le comté de Dubuque est un comté de l'État de l'Iowa, aux États-Unis. Le Siège de comté est Dubuque.